# Jean Derome
Pour l’article homonyme, voir Derome.
Jean Derome est un compositeur et multi-instrumentiste québécois né à Montréal le 29 juin 1955.
Ses instruments de prédilection sont le saxophone alto, les flûtes ainsi qu'une panoplie de petits objets et instruments inventés.
L'une des figures de proue de l'étiquette Ambiances Magnétiques et du mouvement de la musique actuelle montréalais, il s'intéresse depuis le début des années 1970 au rock et au jazz expérimental, à plusieurs formes issues de la musique ancienne, ainsi qu'à la musique contemporaine. Il a signé une trentaine de musiques de film entre autres ceux de Jacques Leduc, Pierre Hébert, Michka Saäl, Michelle Cournoyer, John Walker et Jean Detheux. Il a participé à des projets théâtraux et chorégraphiques, notamment auprès de Denis Marleau, Claude Poissant, Lorraine Pintal; les chorégraphes Louise Bédard, Ginette Laurin, Andrew L. Harwood.

## Œuvres

### Musique de film
- Accordéon (2004), court métrage d'animation par Michèle Cournoyer
- Ici par ici (2006), court métrage d'animation par Diane Obomsawin

### Musique pour la danse
- La femme ovale (2003), chorégraphie de Louise Bédard

## Discographie

### Solo
- 1986 : Soyez Vigilants... Restez Vivants !, Vol. 1
- 1987 : Le Retour des granules
- 1993 : Confiture de Gagaku
- 1998 : Nous perçons les oreilles (en duo avec Joane Hétu)[1]
- 2001 : Plinc Plonc (live)
- 2001 : Le Magasin de tissus
- 2002 : Canot-Camping : Expédition No. 4
- 2002 : La vie, c'est simple
- 2003 : Un moment de bonheur
- 2004 : 10 Compositions
- 2005 : The Feeling of Jazz

### Jean Derome et les Dangereux Zhoms
- 1995 : Carnets de voyage
- 1996 : Navré
- 1998 : Torticolis
- 2007 : To Continue
- 2009 : Plates-formes et Traquenards

### Participations
- 1989 : Le Trésor de la langue (René Lussier)